# Інститутська (пам'ятка природи)
Інститу́тська — ботанічна пам'ятка природи місцевого значення в Україні. Об'єкт природно-заповідного фонду Харківської області.
Розташована в межах міста Харкова, на вулиці Григорія Сковороди, 86 (у дворі).
Площа 0,35 га. Статус надано згідно з рішенням облвиконкому від 3 грудня 1984 року № 562. Перебуває у віданні УкрНДІЛГА ім. Висоцького.
Статус надано для збереження 15 дерев-екзотів, серед яких: ялиця одноколірна, ялиця колюча, псевдотсуга, ялівець віргінський, горіх серцеподібний, платан кленолистий, ліщина деревоподібна, евкомія в'язолиста, бук, клен, каркас (залізне дерево) тощо.

## Галерея
commons:Category:Instytutska, Kharkiv

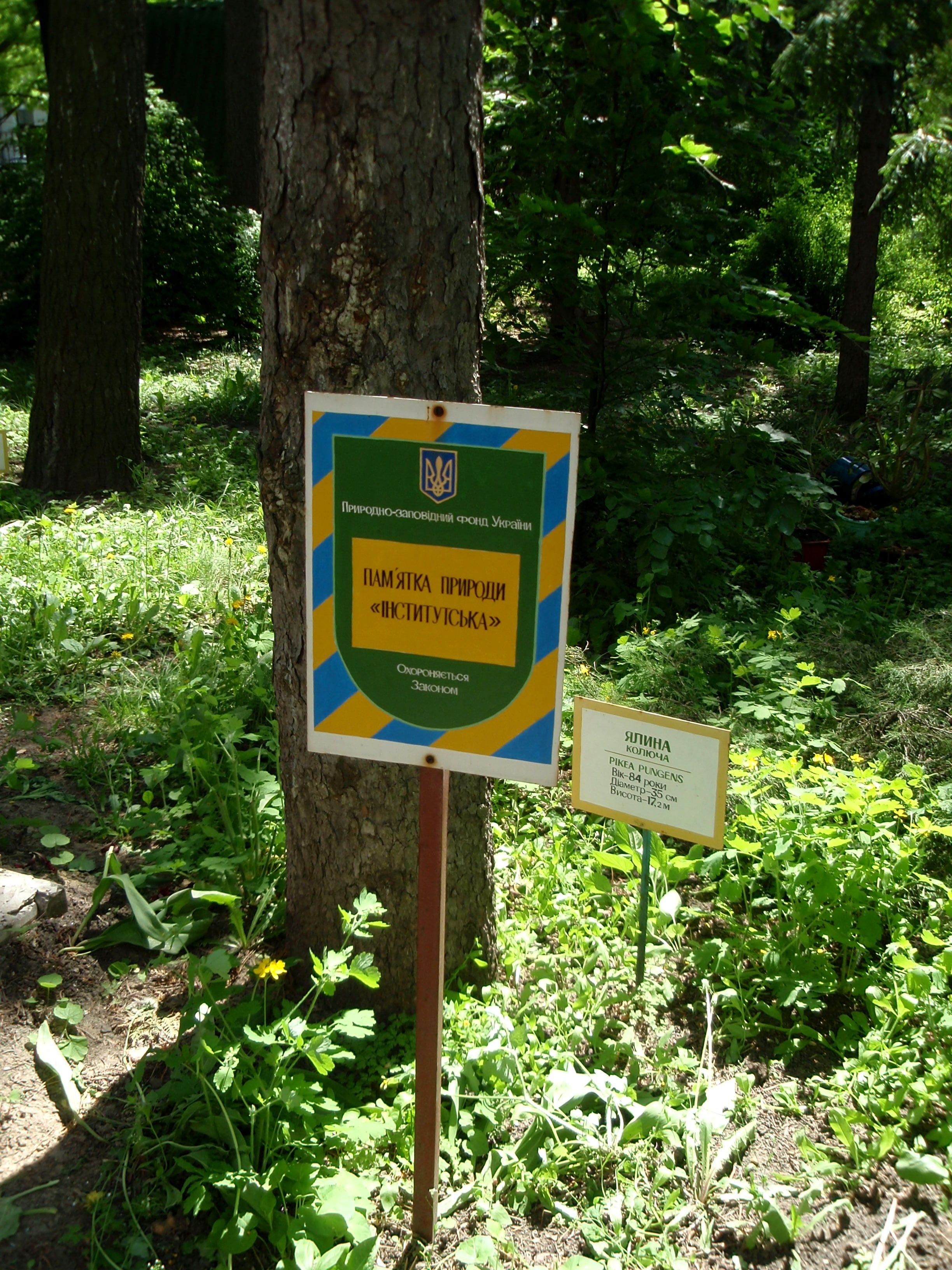
Інформаційний знак
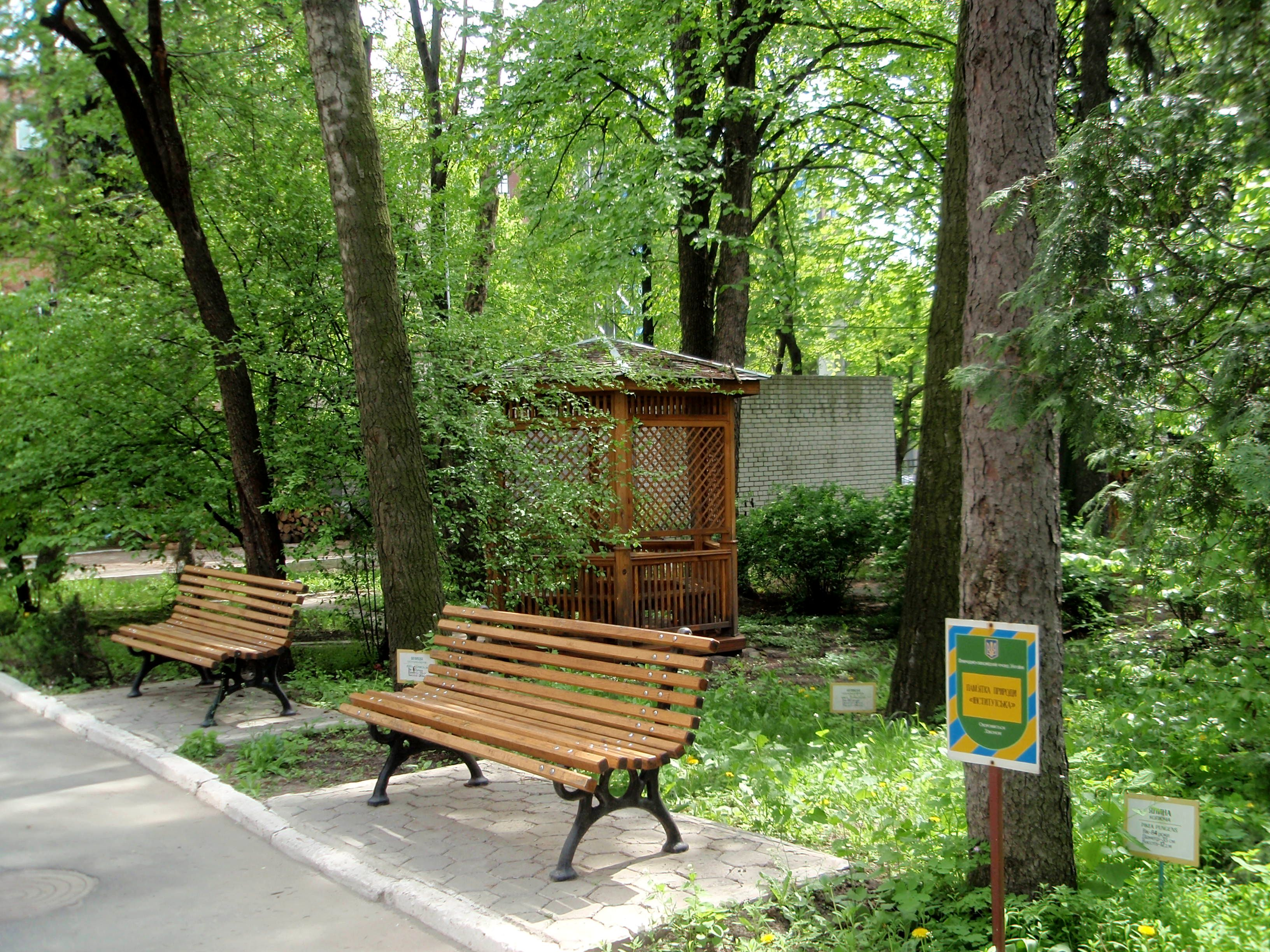
Біля альтанки